# Шин (буква сирийского алфавита)
ܫ (ܫܝܢ, шин) — двадцать первая буква сирийского алфавита.

## Использование
Происходит от арамейской буквы шин (𐡔), восходящей к финикийской букве шин (𐤔, ).
В сирийском языке обозначала фрикатив [ʃ]. В ассирийском языке также обозначает [ʃ]. Числовое значение в сирийской системе счисления — 300.
В романизации ALA-LC передаётся как š, а в романизации BGN/PCGN — как sh.

## Кодировка
Буква шин была добавлена в стандарт Юникод в версии 3.0 в блок «Сирийское письмо» (англ. Syriac) под шестнадцатеричным кодом U+072B.